# Zyklon Kenneth
Zyklon Kenneth war der intensivste tropische Wirbelsturm, der in der aufgezeichneten Geschichte des Landes auf Mosambik getroffen ist. Der vierzehnte tropische Sturm und rekordbrechende zehnte tropische Zyklon und zehnte intensive tropische Zyklon der Zyklonsaison im Südwestindik 2018–2019 bildete sich aus einem Wirbel, den das Regional Specialized Meteorological Centre, Météo-France in La Réunion, am 17. April 2019 zum ersten Mal erwähnte. Météo-France beobachtete das System während der folgenden Tage, bis es dieses am 21. April das System als Tropische Störung 14 klassifizierte. Die Störung befand sich in einer günstigen Umgebung nördlich von Madagaskar, was in den frühen Stunden des nächsten Tages zur Intensivierung in eine tropische Depression führte. Schon einige Stunden später stufte Météo-France das System als mäßigen tropischen Sturm ein, dem der Name Kenneth zugewiesen wurde. Es setzte eine rapide Intensivierung ein, und der Sturm wurde in der Frühe des 24. April zum schweren tropischen Sturm und am Mittag desselben Tages zum Zyklon hochgestuft. Die Struktur des Sturmes vergrößerte sich, und am 25. April bildete sich ein kleines Auge aus. An diesem Tag erreichte Kenneth seine größte Stärke als intensiver tropischer Zyklon mit zehnminütigen andauernden Windgeschwindigkeiten von 215 km/h und einem minimalen zentralen Luftdruck von 934 hPa. Zu diesem Zeitpunkt begann Kenneth mit einer zyklischen Eyewall-Neubildung und dementsprechend setzte eine Abschwächung ein. Dennoch war Kenneth beim Auftreffen auf die Küste der intensivste Sturm, der seit Beginn der Aufzeichnungen auf Mosambik getroffen ist. Infolge der Einwirkungen durch das Festland begann Kenneth, die konvektive Struktur zu verlieren. Nach dem Auftreffen auf die Landmasse degenerierte Kenneth rasch und wurde von Météo-France als Tiefdruckgebiet über Land klassifiziert. Am 26. April um 0:00 Uhr Ortszeit gab Météo-France die letzte Warnung zu Kenneth aus.
Bevor der Zyklon die Küste erreichte, evakuierten die Behörden über 30.000 Bewohner des nördlichen Mosambik, die im Weg des Zyklons lebten.
Mindestens 42 Menschen starben auf den Komoren und in Mosambik; große Teile der Infrastruktur in dem betroffenen Gebiet wurden zerstört.

## Sturmverlauf

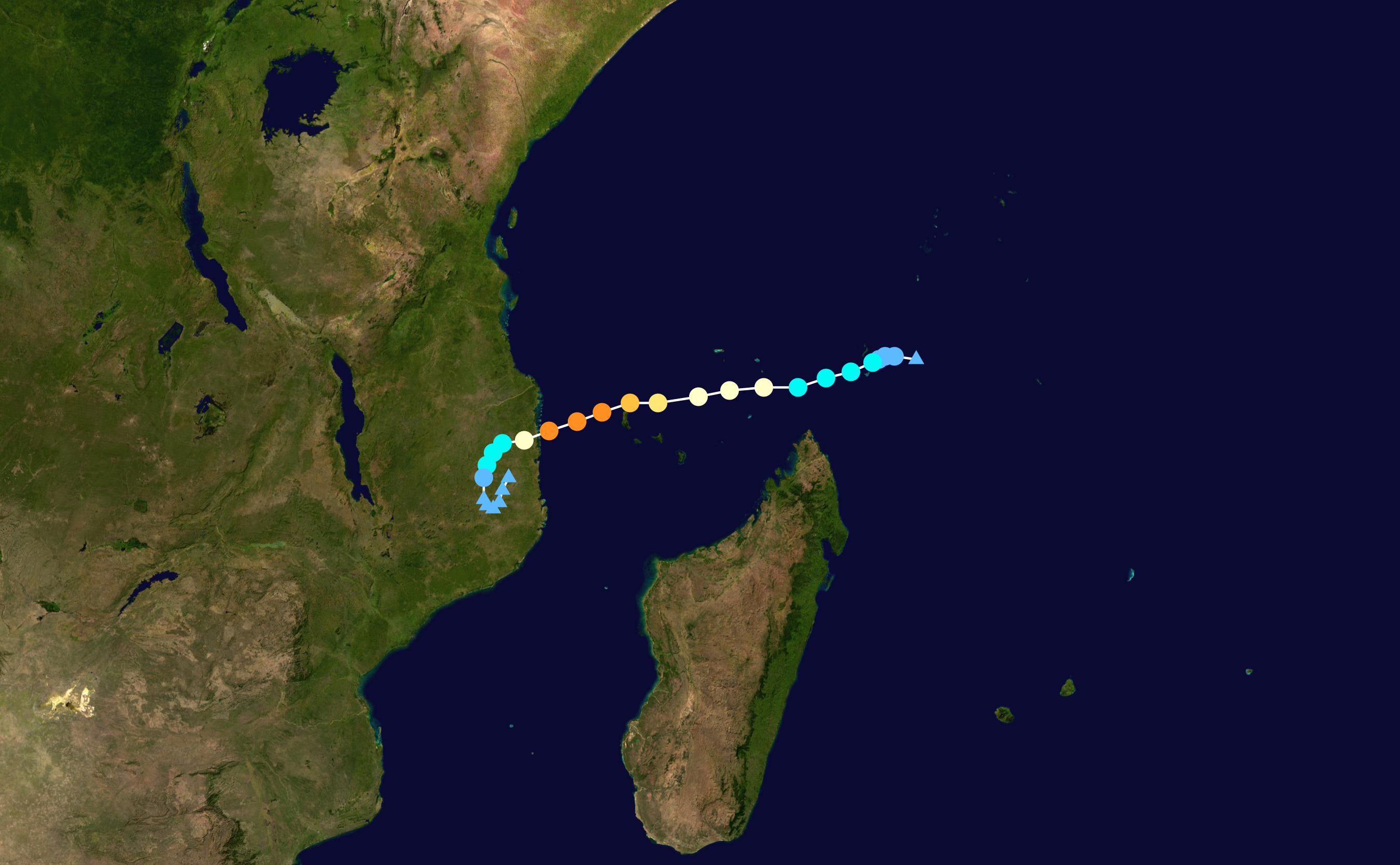
Zugbahn des Zyklons

Am 17. April begann Zyklon Kenneth mit Vortizität nördlich von Madagaskar. Météo-France verfolgte das System im Laufe der nächsten Tage und stellte am 21. April eine signifikante Erhöhung der atmosphärischen Konvektion fest. Am 22. April um 12:00 Uhr UTC begann Météo-France mit der Ausgabe von Warnungen zu diesem System und klassifizierte es als Tropische Störung 14.
Kurz darauf veröffentlichte das Joint Typhoon Warning Center (JTWC) einen Tropical Cyclone Formation Alert (TCFA). Es erwähnte dabei, dass die Störung sich in einer günstigen Umgebung mit niedriger vertikaler Windscherung und warmen Meeresoberflächentemperaturen (sea-surface temperatures; SST) von 29 bis 30 °C befand. Früh am 23. April initiierte auch das JTWC regelmäßige Warnungen zu dem System, das es als Tropischen Zyklon 24S klassifizierte. Einige Stunden später stufte Météo-France das System zu einer tropischen Depression hoch. Diese war unter dem Einfluss eines Hochdruckrückens, der sich weiter südlich befand. Das RSMC stufte die Depression um 12:00 Uhr UTC zu einem mäßigen tropischen Sturm hoch und wies diesem dem Namen Kenneth zu. Météo-France stellte außerdem fest, dass die Temperaturen der Wolkenspitzen auf −90 °C gefallen war und die Organisation des Systems insgesamt sich verbessert hatte.
Schon kurz darauf setzte eine rapide Intensivierung ein, und das JTWC stellte fest, dass sich ein Auge zu bilden begann. Gegen 00:00 Uhr UTC am 24. April stufte Météo-France Kenneth zu einem schweren tropischen Sturm hoch. Das JTWC stufte den Sturm einige Stunden später als Zyklon äquivalent zu einem Kategorie 1-Hurrikan ein. Um 12:00 Uhr UTC wurde Kenneth von Météo-France zum rekordbrechenden zehnten tropischen Zyklon der Zyklonsaison 2018–2019 hochgestuft. Zu diesem Zeitpunkt versuchte das Auge, sich innerhalb des Central Dense Overcast des Sturms zu formen, und die Windscherung ging langsam zurück. Gegen 18:00 Uhr UTC hatte sich Kenneth in das Äquivalent eines schweren Hurrikans der Kategorie 3 verstärkt. Zu dieser Zeit meldete der Hahaya International Airport der Komoren Windgeschwindigkeiten von 36 kt. Kenneth befand sich derzeit etwa 55 km weiter nördlich. Sechs Stunden später stufte Météo-France Kenneth zu einem intensiven tropischen Zyklon hoch. Der Sturm hatte einen sehr kalten Konvektionsring, und der Kern des Sturms war kompakter geworden.
Am 25. April um 06:00 Uhr UTC erreichte Kenneth die Spitzenintensität mit andauernden zehnminütigen Windgeschwindigkeiten von 215 km/h und einem minimalen Luftdruck von 934 hPa. Das enge Auge war von starker Konvektion umgeben, und der Sturm gelangte in eine zyklische Eyewall-Erneuerung. Zwischenzeitlich war das JTWC zum Schluss gekommen, dass Kenneth seinen Höhepunkt als Kategorie 4-Zyklon erreicht hat, mit andauernden einminütigen Windgeschwindigkeiten von 230 km/h. Zu diesem Zeitpunkt begann Kenneth sich wegen der Eyewall-Neubildung einerseits und der Annäherung an die Festlandküste andererseits abzuschwächen. Später an dem Tag, um 18:15 UTC, traf Kenneth direkt nördlich von Pemba als intensiver tropischer Zyklon mit einminütigen andauernden Windgeschwindigkeiten von 220 km/h, äquivalent zu einem Kategorie-4-Hurrikan, über Land. Damit war Kenneth der stärkste tropische Zyklon in der geschriebenen Geschichte von Mosambik. Außerdem war es erst das zweite Mal, dass in der Geschichte des Landes drei Zyklone in derselben Zyklonsaison als Zyklon oder intensiver Zyklon die Küste des Landes getroffen haben.
Nach dem Landfall wurde Kenneth als Depression über Land (overland depression) neu eingestuft. Zunächst erreichte Kenneth nach zehnminütige Windgeschwindigkeiten von 155 km/h, was einem Kategorie-2-Hurrikan entspricht, doch nahm ie Intensität des Sturms schnell ab, je weitere er ins Landesinnere zog. Kurz darauf gab das JTWC seine letzte Warnung zu Kenneth aus, weil die zentrale Konvektion stark geschrumpft war und nur ein kleiner Bereich davon sich über Land befand. Obwohl die Umgebung immer noch günstig für einen tropischen Sturm war, schwächte sich Kenneth wegen der Einwirkung des Festlands weiter ab, und am 26. April um 00:00 Uhr UTC veröffentlichte Météo-France seine letzte Warnung zu Kenneth. Darin meldete das RSMC zehnminütige Windgeschwindigkeiten von 65 km/h für Kenneth, dessen Zentrum sich etwa 110 km entfernt von der Küste im Landesinneren von Mosambik befand.

## Auswirkungen
Auf den Komoren kamen durch die Auswirkungen des Wirbelsturms mindestens vier Personen ums Leben, rund 63 Prozent der zu erwartenden Ernte wurde vernichtet und über 1000 Menschen wurden obdachlos. In der mosambikanischen Provinz Cabo Delgado wurden mehr als 35.000 Häuser ganz oder teilweise zerstört, über 160.000 Menschen sind nach Angaben der mosambikanischen Regierung betroffen. Große Teile der Infrastruktur in dem Gebiet wurden zerstört. Die Insel Matemo wurde verwüstet; auch auf der Ferieninsel Ibo gab es schwere Zerstörungen.
Mindestens 38 Personen kamen ums Leben, die Schäden sollen „im Milliardenbereich“ liegen. Die Vereinten Nationen und die Europäische Union stellten insgesamt 14,5 Millionen US-Dollar Soforthilfen zur Verfügung. Einige Tage nach Durchzug des Zyklons traten erste Fälle von Cholera auf. Bis 12. Mai wurden 149 Fälle verzeichnet. Bis 26. Mai wurden als Reaktion über 250.000 Menschen geimpft.
Am 31. Mai 2019 begann eine zweitägige internationale Geberkonferenz. Mosambik schätzte die Schäden durch die Zyklone Idai und Kenneth auf insgesamt 3,2 Milliarden US-Dollar. Die internationalen Hilfen erreichten bis zur Konferenz etwa ein Drittel der zugesagten Hilfen. Auf der Konferenz wurden Hilfen von 1,2 Milliarden US-Dollar zugesagt.

## Belege
1. 1 2 3  Brandon Miller: Cyclone Kenneth: Thousands evacuated as Mozambique is hit with the strongest storm in its history. Cable News Network, 25. April 2019, abgerufen am 26. April 2019 (englisch).
2. 1 2   Tens of thousands evacuated as Cyclone Kenneth hits Mozambique, Al-Jazeera News, 25. April 2019. Abgerufen am 26. April 2019 (englisch).
3. ↑  Bulletin for Cyclonic Activity and Significant Tropical Weather in the Southwest Indian Ocean. (PDF) Meteo France La Reunion, 17. April 2019, archiviert vom Original am 23. April 2019; abgerufen am 27. April 2019 (englisch).
4. ↑  Bulletin for Cyclonic Activity and Significant Tropical Weather in the Southwest Indian Ocean. (PDF) Meteo France La Reunion, 21. April 2019, archiviert vom Original am 23. April 2019; abgerufen am 27. April 2019 (englisch).
5. ↑  Tropical Disturbance 14: Warning Number 1. (PDF) Meteo France la Reunion, 22. April 2019, archiviert vom Original am 24. April 2019; abgerufen am 27. April 2019 (englisch).
6. ↑  Joint Typhoon Warning Center: Tropical Cyclone Formation Alert (Invest 91S). Naval Meteorology and Oceanography Command, 22. April 2019, archiviert vom Original am 24. April 2019; abgerufen am 27. April 2019 (englisch).
7. ↑  Joint Typhoon Warning Center: Tropical Cyclone 24S (Twentyfour) Warning 001. Naval Meteorology and Oceanography Command, 23. April 2019, archiviert vom Original am 23. April 2019; abgerufen am 27. April 2019 (englisch).
8. ↑  Tropical Depression 14: Warning Number 3. (PDF) Meteo France la Reunion, 23. April 2019, archiviert vom Original am 23. April 2019; abgerufen am 27. April 2019 (englisch).
9. ↑  Moderate Tropical Storm 14 (Kenneth): Warning 4. (PDF) Meteo France la Reunion, 23. April 2019, archiviert vom Original am 23. April 2019; abgerufen am 28. April 2019 (englisch).
10. ↑  Joint Typhoon Warning Center: Tropical Cyclone 24S (Kenneth) Warning 004. Naval Meteorology and Oceanography Command, 23. April 2019, archiviert vom Original am 24. April 2019; abgerufen am 28. April 2019 (englisch).
11. ↑  Severe Tropical Storm 14 (Kenneth): Warning 6. (PDF) In: Meteo France la Reunion. 24. April 2019, archiviert vom Original am 24. April 2019; abgerufen am 28. April 2019 (englisch).
12. ↑  Joint Typhoon Warning Center: Tropical Cyclone 24S (Kenneth) Warning 005. Naval Meteorology and Oceanography Command, 24. April 2019, archiviert vom Original am 24. April 2019; abgerufen am 28. April 2019 (englisch).
13. ↑  Tropical Cyclone 14 (Kenneth): Warning 8. (PDF) Meteo France la Reunion, 24. April 2019, archiviert vom Original am 24. April 2019; abgerufen am 28. April 2019 (englisch).
14. ↑  Joint Typhoon Warning Center: Tropical Cyclone 24S (Kenneth) Warning 008. Naval Meteorology and Oceanography Command, 24. April 2019, archiviert vom Original am 24. April 2019; abgerufen am 28. April 2019 (englisch).
15. ↑  Intense Tropical Cyclone 14 (Kenneth): Warning 10. (PDF) Meteo France la Reunion, 25. April 2019, archiviert vom Original am 25. April 2019; abgerufen am 25. April 2019 (englisch).
16. ↑  Intense Tropical Cyclone 14 (Kenneth): Warning 11. (PDF) Meteo France la Reunion, 25. April 2019, archiviert vom Original am 25. April 2019; abgerufen am 29. April 2019 (englisch).
17. ↑  Joint Typhoon Warning Center: Tropical Cyclone 24S (Kenneth) Warning 010. Naval Meteorology and Oceanography Command, 25. April 2019, archiviert vom Original am 25. April 2019; abgerufen am 29. April 2019 (englisch).
18. ↑  Jonathan Belles: Tropical Cyclone Kenneth to Bring Feet of Rain, Damaging Winds to Mozambique Weeks After Idai Brings Humanitarian Crisis. The Weather Company, 24. April 2019, abgerufen am 29. April 2019 (englisch).
19. ↑  Dépression sur terre 14 (Kenneth): Bulletin 13. (PDF) In: Meteo France la Reunion. 25. April 2019, archiviert vom Original am 26. April 2019; abgerufen am 30. April 2019 (französisch).
20. ↑  Tropical Cyclone 24S (Kenneth) Warning 012. In: Joint Typhoon Warning Center. Naval Meteorology and Oceanography Command, 25. April 2019, archiviert vom Original am 26. April 2019; abgerufen am 30. April 2019 (englisch).
21. ↑  Overland Depression 14 (Ex-Kenneth): Warning 14. (PDF) In: Meteo France la Reunion. 26. April 2019, archiviert vom Original am 26. April 2019; abgerufen am 30. April 2019 (englisch).
22. ↑  Cyclone death toll jumps; Comoros struggles to restore power. latimes.com vom 29. April 2019 (englisch), abgerufen am 2. Mai 2019
23. ↑  „Kein einziges Haus steht mehr.“ Zeit Online vom 28. April 2019, abgerufen am 29. April 2019
24. ↑  Zyklon Kenneth fordert immer mehr Opfer in Mosambik. standard.de vom 1. Mai 2019, abgerufen am 1. Mai 2019
25. ↑  Adrian Kriesch: Von der Fereieninsel zum Schlachtfeld – die Insel Ibo nach Zyklon Kenneth. dw.com vom 3. Mai 2019, abgerufen am 3. Mai 2019
26. ↑  Mosambik: Zyklon Kenneth fordert Dutzende Tote. Spiegel Online vom 29. April 2019, abgerufen am 29. April 2019
27. ↑  Wieder Zyklon in Mosambik – Mindestens 38 Tote durch Kenneth. ostsee-zeitung.de vom 29. April 2019, abgerufen am 30. April 2019
28. ↑  Mocambique: Neue Cholerafälle nach Zyklon Kenneth. nzz.ch vom 2. Mai 2019, abgerufen am 2. Mai 2019
29. ↑  Edgar Cambaza, Edson Mongo, Elda Anapakala, Robina Nhambire, Jacinto Singo and Edsone Machava: Outbreak of Cholera Due to Cyclone Kenneth in Northern Mozambique, 2019. In: International Journal of Environmental Research and Public Health. Band 16, Nr. 16, 2019, doi:10.3390/ijerph16162925.
30. ↑  Mosambik nach Zyklonen: Nur unzureichende Mittel für den Wiederaufbau. deutschlandfunk.de vom 30. Mai 2019 (Archivversion)
31. ↑  International partners pledge $1.2 billion to help cyclone-hit Mozambique recover, ‘build back better’. UN News vom 2. Juni 2019 (englisch), abgerufen am 12. Juli 2019